# Microsoft OneNote
Microsoft OneNote (прежнее название Microsoft Office OneNote) — программа для создания быстрых заметок и организации личной информации, блокнот с иерархической организацией записей, может служить аналогом обычного канцелярского блокнота. Входит в состав пакета Microsoft Office. 17 марта 2014 года стала бесплатной, её можно скачать отдельно с сайта Microsoft.
Продукт появился в связи с развитием платформы Microsoft Tablet PC. OneNote предназначен для ведения коротких заметок — это особенно удобно пользователям планшетных компьютеров, где присутствует возможность рукописного ввода текста и добавления заметок.
Однако программа может использоваться и на обычных настольных компьютерах с операционными системами Microsoft Windows и macOS. Также доступны для установки версии OneNote для мобильных ОС: Windows Phone (7; 8; 8.1; 10), iOS, Symbian Belle (Nokia Belle) и Android.
Рабочее пространство OneNote представляет собой пустой лист, в любом месте которого можно делать текстовые и рукописные заметки, рисунки, а также записывать голосовые комментарии.
Также информацию в OneNote можно перетаскивать мышью из окна браузера.
В данной программе отсутствует иконка «Сохранить», так как введённые данные сохраняются автоматически.
Листы объединяются в разделы, а разделы объединяются в записные книжки. Список листов в разделе находится справа от текущего листа, список разделов — сверху, а список открытых записных книжек — слева.
Сделанные записи можно отправлять по электронной почте как в формате HTML, так и в виде вложенного файла OneNote.
Впервые Microsoft OneNote был выпущен в октябре 2003 года и входил в состав пакета Microsoft Office System 2003.
На операционных системах семейства Windows Microsoft OneNote имеет поддержку плагинов, что позволяет расширять функциональность приложения. Созданы множество полезных дополнений, позволяющих, например, создавать и делиться собственными макросами, использовать дополнительные возможности для изучения Библии и многое другое.

## История версий
| Название продукции или события | Дата релиза      |
| ------------------------------ | ---------------- |
| Первое публичное заявление     | 17 ноября 2002   |
| OneNote 2003                   | 21 октября 2003  |
| OneNote 2003 SP1               | 27 июля 2004     |
| OneNote 2003 SP2               | 27 сентября 2005 |
| OneNote 2003 SP3               | 17 сентября 2007 |
| OneNote 2007                   | 30 января 2007   |
| OneNote 2007 SP1               | 11 декабря 2007  |
| OneNote 2007 SP2               | 28 апреля 2009   |
| OneNote 2010                   | 15 июня 2010     |
| OneNote 2013                   | 11 октября 2012  |
| OneNote 15.0.1 для Apple OS X  | 17 марта 2014    |
| OneNote 2016                   | 22 сентября 2015 |
| OneNote                        | 19 января 2016   |

## Ветви программы
На сегодняшний день существует две разных ветви развития программы: OneNote 2016 и просто OneNote. OneNote 2016 и OneNote являются абсолютно разными программами, поэтому они могут быть установлены в Windows 10 параллельно и работать одновременно.
| Критерий сравнения | OneNote 2003 — OneNote 2016                                                                           | OneNote              |
| ------------------ | --- | -------------------- |
| Лицензия           | Проприетарная.                                                                                        | Бесплатная.          |
| Развитие           | Остановлено. Основная поддержка до октября 2020 года, а расширенная поддержка — до октября 2025 года. | Активно развивается. |

Хотя современная версия OneNote распространяется по бесплатной лицензии, подписчикам Office 365 доступны 5 дополнительных функций OneNote: Воспроизведение, Диктовать, Наклейки, Помощник исследователя, Математика. Если подписки нет, то эти кнопки в интерфейсе отсутствуют.